# Ludwig Goldschmidt (Richter)
Ludwig Goldschmidt (geboren 13. April 1895 in Hof bei Kassel; gestorben 16. Mai 1970 in Kassel) war ein deutscher Jurist.

## Leben
Goldschmidt legte sein Abitur 1914 am Wilhelmsgymnasium in Kassel ab und studierte anschließend Jura in München, Berlin und Marburg. Unterbrochen wurde das Studium durch die Teilnahme am Ersten Weltkrieg. 1921 wurde Goldschmidt in Marburg promoviert. Ab 1925 war er Rechtsanwalt in einer Sozietät mit seinem Bruder David Goldschmidt. Ludwig Goldschmidt war auch noch nach 1933 stark in der jüdischen Gemeinde engagiert: Er war Vorstandsmitglied der Israelitischen Gemeinde, Leiter des Wohlfahrtsamtes der Gemeinde und Rechtsberater und daneben stellvertretender Vorsitzender der Meier-Bär-Mond-Stiftung. Mit Beginn der NS-Zeit durfte Goldschmidt nicht mehr vor Gericht auftreten, 1935 wurde ihm das Notariat entzogen. Im Zuge des Novemberpogroms 1938 wurde Ludwig Goldschmidt wie sein Bruder David verhaftet und im KZ Buchenwald inhaftiert. Ende November 1938 musste die Kanzlei der beiden Brüder geschlossen werden. Ludwig Goldschmidt konnte zu Kriegsbeginn 1939 mit seiner Frau Lieselotte und der sechsjährigen Tochter Yvonne nach England fliehen. 1940 wurde er aus dem Deutschen Reich ausgebürgert. 
Im April 1948 kehrte Ludwig Goldschmidt nach Deutschland zurück. Bis 1951 war er Oberlandesgerichtsrat, anschließend Senatspräsident am Oberlandesgericht Frankfurt am Main (bis 1966). Ab Februar 1959 war er Mitglied des Hessischen Staatsgerichtshofs.

## Veröffentlichungen
- Die Grundsätze der neuen Reichsverfassung über das Grundeigentum und der bestehende Rechtszustand. Friedrich, Marburg 1921, Marburg, Univ., Diss., 1921.